# Liste der Naturdenkmale in Kirrweiler (bei Lauterecken)
Die Liste der Naturdenkmale in Kirrweiler nennt die im Gemeindegebiet von Kirrweiler ausgewiesenen Naturdenkmale (Stand 27. April 2024).

## Naturdenkmale
| Nr.         | Bezeichnung | Lage                                              | Beschreibung                                             | Bild                                    |
| ----------- | ----------- | ------------------------------------------------- | -------------------------------------------------------- | --------------------------------------- |
| ND-7336-419 | Linden Berg | westlich des Ortes, oberhalb des Kesselbachs Lage | Standort von Dictamnus albus; flächenhaftes Naturdenkmal | Direkt Bild zu diesem Denkmal hochladen |